# P-03C
docomo PRIME series P-03C（ドコモ プライム シリーズ ピー ゼロ さん シー）は、パナソニック モバイルコミュニケーションズによって開発された、NTTドコモの第三世代携帯電話（FOMA）端末であるdocomo PRIME seriesの一つである。

## 概要
パナソニックのデジタルカメラブランドである、LUMIXを冠とするはじめての携帯電話となる。その名のとおりLUMIXのデジタルカメラのノウハウを前面にだし、写真撮影機能に注力している。形状はスライド、タッチパネル+スピードセレクターを搭載したP-02Bの後継にあたるが、P-02Bはワンセグに特化したVIERAケータイを名乗っていた。背面には大型のカメラレンズとカメラグリップが搭載され、また大型のシャッターボタンも配置されており、スライドを閉じた状態では一見コンパクトデジタルカメラのような形状となる。

### カメラ機能
デジタルカメラにおいては有効約1320万画素のCMOSカメラを採用し。画像処理のエンジンには「Mobile Venus Engine」を搭載することで景色や肌の色、明るさといった被写体に応じて最適な画像処理を行うことが可能となる。またレンズに入り込む光の反射率を低下させ、光の像（ゴースト・フレア）を軽減させる機能も、携帯電話のデジタルカメラとしては初の機能となる。
静止画のズーム機能としては最大約16.2倍まで拡大させることが可能となり、またデジタルズームで発生するざらつきを超解像技術により起こりにくくしている。カメラのズームはスピードセレクターを回すことでも可能となっている。フラッシュは「高輝度フラッシュ」を採用している。カメラの機能の操作は基本的にタッチパネル画像によって行うことができる。

### ピクチャジャンプ機能
P-03Cには写真を撮ったあとも新たな機能「ピクチャジャンプ」が搭載されている。本端末の液晶部分には静電式のタッチパネルが搭載されていて、タッチ操作で写真を自由に操作できる。写真の一覧画面から画像を選択し、上へドラッグすると無線LANを利用してPCへ自動でバックアップされ、右へドラッグするとメールやSNSへ添付投稿・送信が可能となる。また左へドラッグするとお気に入りにチェックが入り、下へドラッグするとゴミ箱へ入れられる。また拡大した写真を左右に動かすと、ページをめくるような動作となり、また指で画像の拡大縮小を直感的に行うことも可能となる。また撮った写真をタッチパネルを利用し、いろいろとデコレーションすることもできる。
その他に撮った画像をスライドショー表示でき、デジタルフォトフレームのように閲覧することができる。また、待受画面表示中に充電を開始したときに、スライドショーを再生することも可能となる。

### ワンセグ
ワンセグに関しては「VIERAケータイ」の冠はついていないが、パナソニックモバイルPEAKSプロセッサーによりなめらかなワンセグ試聴を行うことができる。そのほか録画予約、試聴予約機能やブルーレイ連携機能も搭載されている。

### その他機能
本端末ではNTTドコモへ提供するパナソニック モバイルコミュニケーションズ製の携帯電話としては初のWi-Fi機能が搭載されており、自宅や公衆無線LAN等のアクセスポイント経由でインターネット接続を行うことができ、IEEE802.11b/gによる最大54Mbpsの高速通信が可能となる。
Wi-Fiを利用してmicroSDカードに保存してある静止画をDIGAで表示が可能となる。
| 主な対応サービス                   | 主な対応サービス                                                    | 主な対応サービス                       | 主な対応サービス                                     |
| ---------------------------------- | ------------------------------------------------------------------- | -------------------------------------- | ---------------------------------------------------- |
| タッチパネル                       | FOMAハイスピード （送信2.0Mbps/受信7.2Mbps）                        | Bluetooth                              | DCMX／おサイフケータイ                               |
| iアプリオンライン／地図アプリ      | 直感ゲーム／メガiアプリ                                             | iウィジェット                          | マチキャラ／iコンシェル（※）                         |
| ホームU／ポケットU                 | GPS（※）／ケータイお探し                                            | デコメール／デコメ絵文字／デコメアニメ | iチャネル                                            |
| 着もじ                             | テレビ電話/キャラ電                                                 | ケータイデータお預かりサービス         | フルブラウザ                                         |
| おまかせロック／バイオ認証         | 外部メモリーへiモードコンテンツ移行／ユーザーデータ一括バックアップ | トルカ                                 | iC通信／iCお引越しサービス                           |
| きせかえツール／ダイレクトメニュー | バーコードリーダ／名刺リーダ                                        | 2in1                                   | エリアメール／ソフトウェアーアップデート自動更新     |
| GSM／3Gローミング（WORLD WING）    | 着うたフル／うた・ホーダイ                                          | Music&Videoチャネル／ビデオクリップ    | デジタルオーディオプレーヤー(WMA)(AAC)(SDオーディオ) |

※オートGPS対応

## プリインストールアプリ

### インストールiアプリ
以下のアプリケーションが購入時にプリインストールされているが、すべてのコンテンツを利用するにはあらかじめアップデートが必要で、コンテンツによっては外部メモリー（microSD/microSDHCカード）を用意する必要がある。
| アプリ名                                                 | 概要 |
| -------------------------------------------------------- | --- |
| 塊魂モバイル体験版                                       | ロマンチックアクションゲーム |
| リッジレーサーズモバイル体験版                           | レースゲーム |
| 二ノ国ホットロイトストーリーズ 第1章「オリバーとマーク」 | スタジオジブリがアニメーション制作を手掛けるファンタジーRPG「二ノ国」本編へとつながるプロローグストーリー                                                    |
| E★エブリスタアプリ                                       | ケータイ総合雑誌「E★エブリスタプレミアム」掲載作品の更新情報をリアルタイムで確認できるアプリ                                                                 |
| ブックビューア コミック体験!                             | セルシス、ボイジャーが提供しているケータイコミックを体験できるアプリ                                                                                         |
| コミック/小説ビューア                                    | コミックや小説を読むことができるアプリ |
| リバーシ                                                 | オセロ |
| ハイパー四川省                                           | ゲーム |
| iアバターメーカー                                        | iアバターを作成するアプリ |
| iCタグリーダー                                           | 対応のポスター・カード・シールなどにおサイフケータイでかざして情報を読み取るためのアプリ                                                                     |
| モバイルGoogleマップ                                     | Googleマップのアプリ。GPSを使った道案内、経路検索、衛星写真、ストリートビューなどを利用できる                                                                |
| Gガイド番組表リモコン                                    | テレビ番組表とAVリモコン機能が1つになったアプリ |
| iD設定アプリ                                             | おさいふケータイクレジット決済サービスiDの設定アプリ |
| DCMXクレジットアプリ                                     | NTTドコモが提供するおさいふケータイクレジットDCMXの設定アプリ                                                                                                |
| モバイルSuica登録用iアプリ                               | モバイルSuica契約用のiアプリ |
| ドコモWebメール                                          | パソコン・FOMA端末のどちらからでも利用できるサブメールサービス「ドコモwebメール」のアプリ、その他PCメールの送受信やiモードメールのバックアップも可能となる。 |
| 地図アプリ                                               | GPS機能を利用して、目的地を検索したり、乗り換え案内を駆使した、交通手段によるルートを表示が可能                                                              |
| ROID ウィジェット2                                       | モバイルサイト「ROID」の更新情報などを通知してくれるウィジェット                                                                                             |
| Start! iウィジェット                                     | iウィジェットの使い方をムービーで見ることができるiアプリ |
| iWウォッチ                                               | iウィジェット画面でグラフィカルに時計や電池残量を確認することができるアプリ                                                                                  |
| 楽オク☆アプリ                                            | 楽天オークション用のアプリ |
| iアプリバンキング                                        | モバイルバンキングを簡単に利用するためのアプリ |
| マクドナルド トクするアプリ                              | 日本マクドナルドのかざすクーポンなどを利用するためのアプリ                                                                                                   |
| 株価アプリ                                               | iウィジェットを利用して株価情報を表示するアプリ |
| 花粉アプリ                                               | スギ・ヒノキの分布や量を確認できるアプリ |
| お天気アプリ                                             | 簡単操作で詳細な気象情報が確認できるアプリ |
| i Bodymoアプリ                                           | 健康サービス「i Bodymo（iボディモ）」のアプリ |
| FOMA通信環境確認アプリ                                   | FOMAハイスピードエリアを利用できるかを確認することができるiアプリ                                                                                            |
| いっしょにデコ                                           | お互いのFOMA端末をかざして撮影した静止画にスタンプを貼ったりデコレーションができるiアプリタッチ対応アプリ                                                    |
| ドコモ料金案内                                           | 通話料やパケット通信料等の簡易的な履歴を一覧やグラフで確認できるアプリ                                                                                       |
| 電子マネー「nanaco」                                     | セブン&アイグループの電子マネー「nanaco」のモバイル版 |
| かざす請求書                                             | 毎月のドコモ利用料金の情報をおサイフケータイに取得し、請求書が無くてもコンビニエンスストアで決済できるアプリ（本サービスはセブン-イレブンのみ対応。）        |
| ビックポイント機能付ケータイ                             | おサイフケータイをビックカメラの「ビックポイントカード」として利用できるアプリ                                                                               |
| ヨドバシゴールドポイントカード                           | おサイフケータイをヨドバシカメラの「ヨドバシゴールドポイントカード」として利用できるアプリ                                                                   |
| モバイルAMCアプリ                                        | おサイフケータイを使用して、ANAの各種サービスを利用できるアプリ                                                                                              |
| おサイフケータイ Webプラグイン                           | おサイフケータイを便利にするアプリ |

上記のアプリの他、ドコモマーケットなどから、様々なアプリケーションをダウンロードし利用することが可能となる。

## 不具合
2011年1月27日に以下の不具合の修正がソフトウェアの更新でなされた。
- micro SDに保存した動画を、メールに添付できない場合がある。

2011年4月14日に以下の不具合の修正がソフトウェアの更新でなされた。
- iチャネルのテロップ速度設定を変更してもテロップ表示に反映されない場合がある。

2011年8月31日に以下の不具合の修正がソフトウェアの更新でなされた。
- カメラ起動操作時に、まれにカメラが起動しない場合がある。

## 沿革
- 2010年11月8日 - F-01C・F-02C・F-03C・F-04C・F-05C・F-06C・L-01C・L-02C・L-03C・Optimus chat L-04C・N-01C・N-02C・N-03C・P-01C・P-02C・P-03C・SH-01C・SH-02C・LYNX 3D SH-03C・SH-04C・SH-05C・SH-06C・ブックリーダー SH-07C・TOUCH WOOD SH-08C・REGZA Phone T-01C・HW-01C・BlackBerry Curve 9300・フォトパネル03の開発並びに一部機種の発売を発表。
- 2010年12月16日 - 発売開始。